# Alepisaurus brevirostris
Alepisaurus brevirostris is een straalvinnige vissensoort uit de familie van lansvissen (Alepisauridae). De wetenschappelijke naam van de soort is voor het eerst geldig gepubliceerd in 1960 door Gibbs.